# 닌토쿠 천황

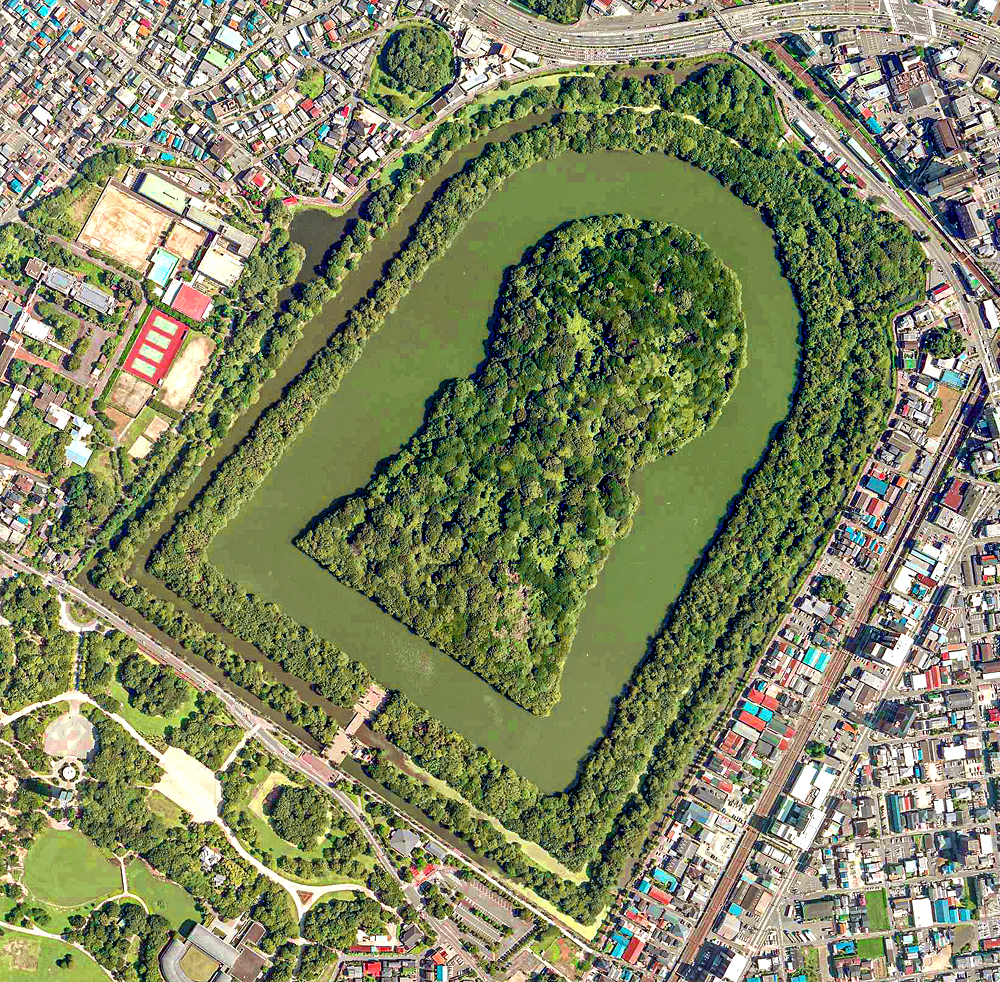
다이센 고분 오사카의 닌토쿠 천황의 무덤

닌토쿠 천황(일본어: 仁徳天皇, 257년? ~ 399년 2월 7일?)은 일본의 제16대 천황(재위 : 313년 2월 14일? ~ 399년 2월 7일?)이다. 이름은 오호사자키노미코토(大雀命, 大鷦鷯尊)이며, 일본서기(日本書紀)에는 오호사자키노스메라미코토(大鷦鷯天皇), 성제(聖帝)로 나와 있고, 만요슈(万葉集)에는 난파천황(難波天皇)으로 나와 있다. 오진 천황의 네 번째 아들로, 리추 천황, 한제이 천황, 인교 천황의 아버지이다.

## 치세
일본서기에 따르면 닌토쿠 천황은 313년부터 399년까지 왜를 통치하였다. 그러나 현대의 사학자들 대부분은 이러한 연대가 부정확하다고 보고 있다. 일본서기에 나와있는 닌토쿠 천황에 관한 기록은 다음과 같다.
- 가와치 평야에 홍수를 막기 위해 '난바노호리에'라는 제방을 건설하였다. 이것은 일본 최초의 대규모 토목 공사로 생각된다.
- 황실이 직접 관할하는 둔전(茨田屯倉)이 성립되었다.
- 요코노 제방을 건설하였다. (오늘날의 오사카시 이쿠노구)

## 다이센 고분
오사카부 사카이시에 있는 일본에서 가장 큰 고분인 다이센 고분은 닌토쿠 천황의 무덤으로 여겨진다. 닌토쿠 천황의 부인인 이와노히메 황후의 무덤은 나라시의 사키 정에 있는 것으로 생각된다. 두 고분의 특징은 열쇠구멍 모양을 하고 있으며 물로 채워진 해자로 둘러싸여 있다는 것이다. 천황의 무덤은 황실과 관련된 업무를 관할하는 궁내청에서 관리하고 있다. 궁내청에 따르면 천황의 무덤은 단순히 역사적인 유물이 묻힌 장소가 아니라 신성한 종교적 장소이다. 궁내청은 각각의 무덤들을 조상들의 영혼을 위한 성역으로서 해석하고 있다.

## 가족 관계
- 아버지 : 일본 제15대 오진 천황(應神天皇, 201~310)
- 어머니 : 나카츠히메노미코토(仲姬命)
  - 왕후 : 이와노히메노미코토(磐之媛命)[1]
    - 장남 : 일본 제17대 리추 천황(履中天皇, 336?~405)
    - 차남 : 스미노에나카노오우지(住吉仲王子, ?~399)[2]
    - 3남 : 일본 제18대 한제이 천황(反正天皇, 336?~410)
    - 4남 : 일본 제19대 인교 천황(允恭天皇, 376?~453)

  - 왕후 : 야타노히메미코(矢田王女) - 오진 천황과 왕비 미야누시야카히메의 왕녀, 황후인 이와노히메노미코토가 죽은 뒤 왕후가 됨.
  - 왕비 : 히무카노카미나가히메(日向?長媛)
    - 아들 : 오오쿠사카노미코(大草香王子, ?~454)
    - 딸 : 쿠사카노하타비노히메미코(草香幡梭王女) - 일본 제21대 유랴쿠 천황의 왕후

  - 왕비 : 우지노와키이라츠메(宇遅之若郎女) - 오진 천황의 왕녀
  - 왕비 : 쿠로히메(黒日売)

## 닌토쿠 천황이 등장한 작품
- 《광개토태왕》, (KBS, 2011년~2012년, 배우 : 이정성)

## 같이 보기
- 일본 천황
- 왜5왕
- 우지가미 신사